# أندريا بروكس
أندريا بروكس هي ممثلة كندية، ولدت في 3 مارس 1989 في برانتفورد في كندا.

## أعمال

### مسلسلات
- سوبرغيرل

## وصلات خارجية
- أندريا بروكس على موقع IMDb (الإنجليزية)
- أندريا بروكس على موقع قاعدة بيانات الفيلم (الإنجليزية)